# Slowakische Badmintonmeisterschaft 1972
Die Slowakische Badmintonmeisterschaft 1972 war die sechste offizielle Auflage der Titelkämpfe im Badminton in der Slowakei. Sie fand vom 5. bis zum 6. Februar 1972 in Košice statt.

## Medaillengewinner
| Disziplin    | Gold                            | Silber                         | Bronze                            |
| ------------ | ------------------------------- | ------------------------------ | --------------------------------- |
| Herreneinzel | Konstantin Holobradý            | Jaroslav Kozák                 | Ján Šandorčin                     |
| Dameneinzel  | Milena Kehrová                  | Alena Sedláková                | Mária Ferková                     |
| Herrendoppel | Štefan Vaško Ján Šandorčin      | Jaroslav Kozák Ladislav Rusnák | Konstantin Holobradý Jozef Vindiš |
| Damendoppel  | Mária Ferková Milena Kehrová    | Alena Sedláková Mária Beerová  | Anna Stehlíková Jela Salvová      |
| Mixed        | Ján Šandorčin Mária Peterčáková | Štefan Vaško Jela Salvová      | Ladislav Rusnák Milena Kehrová    |